# Max Agerty
Max Agerty (* 7. Juli 1875 als Albert Max Achtel in Koblenz, Deutsches Reich; † 11. Februar 1967 in Wynnewood, Pennsylvania, USA) war ein deutscher Schauspieler bei Bühne und Film sowie ein Stummfilmproduzent und -regisseur.

## Leben und Wirken
Der Sohn des Subdirektors Albert Achtel und dessen Frau Louise geb. Zierau erhielt in der Spielzeit 1897/98 unter seinem eigentlichen Namen sein erstes Festengagement als Schauspieler und Sänger am Stadttheater Görlitz. Schon in der darauf folgenden Saison trat er in Sondershausen unter seinem frisch gewählten Pseudonym Max Agerty auf. 1899/1900 war er im schweizerischen St. Gallen engagiert und zur Jahrhundertwende im baltischen Libau. 1901 kam Agerty einer Verpflichtung an das Saarbrücker Thalia-Theater nach, wieder eine Spielzeit später trat der umtriebige Künstler in Flensburg auf. 1903 reiste Max Agerty in die Vereinigten Staaten, um einer Verpflichtung an das deutschsprachige Theater von St. Louis nachzukommen. Zu dieser Zeit wurde er im Fach des jugendlichen Helden und Liebhabers eingesetzt. Er blieb anschließend in den USA und ging im darauf folgenden Jahr 1904 ans Theater von Milwaukee. Die nächste deutschsprachige Bühne in Amerika, der er sich anschloss, war in der Saison 1906/07 Philadelphia. Am dortigen Deutschen Theater blieb Max Agerty drei Spielzeiten. Ebenfalls in Philadelphia heiratete er 1909 Elisabeth Ihlenburg. Im selben Jahr kehrte er nach Deutschland heim und schloss sich dem Ensemble des Erfurter Stadttheaters an. Bereits im darauf folgenden Jahr kehrte der Künstler in die Staaten zurück, um diesmal an New Yorks Wintergarten aufzutreten. Wieder daheim in Europa, ließ sich Agerty 1911 nach Lodz (damals russisches Zarenreich) verpflichten.
1912 ließ er sich schließlich in Berlin nieder. Hier kam er einem Ruf an das von Gustav Charlé geführte Theater am Nollendorfplatz nach und blieb in der deutschen Hauptstadt die kommenden zwei Jahrzehnte. Während er 1914 am Neuköllner Theater engagiert gewesen war, beantragte Agerty die Erteilung einer Konzession für die Viktoriasäle in Deutsch-Wilmersdorf, das Neuköllner Theater, das Schützenhaus Reinickendorf und den Paulinenhof in Rosenthal (Reinickendorf). Zu dieser Zeit knüpfte er auch erste Kontakte zum Film und trat an der Seite von Asta Nielsen in ihren letzten beiden Vorkriegserfolgen Das Kind ruft und Zapatas Bande auf. Während des Ersten Weltkriegs war er auf der Leinwand vor allem in unbedeutenden Lustspielen zu sehen und gründete nebenbei auch noch seine eigene kleine Produktionsfirma, blieb aber auch weiterhin der Bühne verbunden (Engagement am Luisen-Theater in der Spielzeit 1915/16). Noch 1916 wurde Agerty eingezogen. Wieder im Zivilleben, konnte Max Agerty nach wenig ergiebigen Regieversuchen für die kleine Produktionsfirma Sing-Film Anfang der 1920er Jahre in der Zelluloidbranche nur noch eine Anstellung als Aufnahmeleiter finden. 1923 war nach nicht einmal zehn Jahren Max Agertys Filmkarriere bereits wieder beendet. Noch im selben Jahr ließ er sich mit seiner Frau und dem 1910 geborenen gemeinsamen Sohn dauerhaft in den Vereinigten Staaten nieder, wo er 1929 die Staatsbürgerschaft erhielt und seinen Künstlernamen legalisieren ließ. Er starb 91-jährig in Pennsylvania und wurde auf dem Calvary Cemetery von West Conshohocken beigesetzt.

## Filme
Als Schauspieler, wenn nicht anders angegeben:
- 1914: Das Kind ruft
- 1914: Zapatas Bande
- 1915: Die Erben des Geizhalses
- 1916: Ein toller Abend
- 1916: Die Liebe durch den Kamin (auch Produktion und Regie)
- 1916: Der falsche Robinson (Produktion)
- 1916: Der Weg des Anton Schubart (Produktion)
- 1916: Die Verschmähten (Produktion)
- 1920: Banditen (Regie)
- 1921: In einem kühlen Grunde (Regie)
- 1921: Die Strandnixe (Regie)
- 1922: Am Brunnen vor dem Tore (Aufnahmeleitung)
- 1922: Du Mädel vom Rhein (Aufnahmeleitung)
- 1923: Nur auf den Bergen wohnt das Glück (Aufnahmeleitung)